# عمر الحمود
عمر أحمد الحمود (1967 -) هو قاص وروائي سوري.يتميز بتنوع إنتاجه الأدبي، وغزارة عطائه، وحضوره الفاعل في المشهد الثقافي العربي. حصد العديد من الجوائز تقديراً لإبداعه، و عضواً فاعلاً في اتحاد الكتاب العرب، صوت أدبي هام ومعاصر.

## ولادته وتحصيله
عمر أحمد الحمود  من مواليد (1386هـ ـ1967 م) بالرقة في سوريا، يحمل إجازة بالحقوق من جامعة حلب 1992.

## عمله ووظائفه
يمارس مهنة المحاماة .يكتب القصة والرواية والدراسة الأدبية والزاوية الصحفية،ينشر في الدوريات المحلية والعربية.شارك في عدد من الكتب الجماعية في القصة والرواية ، ومنها الأسطورة في الرواية العربية.العجيلي واحة البادية في عالم الحضر ـ المفصل في تاريخ الرقة،كتب بحوثاً عن ( الرقة في عهد الرشيد ) نشرته مجلة التراث العربي بدمشق.شارك في عدد من المهرجانات الأدبية المحلية والعربية ، وحكّم في عدد من المسابقات الأدبية المحلية والعربية .عضو اتحاد الكتاب العرب ( جمعية القصة والرواية ) منذ 2004.

## جوائز
فاز بعدد من الجوائز المحلية والعربية في القصة والرواية 
- كجائزة البتاني للقصة
- جائزة العجيلي
- جائزة مجلة الثقافة
- جائزة اتحاد الكتاب العرب
- جائزة المزرعة للمخطوط القصصي
- جائزة حنا مينا للرواية العربية.[4]

## مؤلفاته
له إسهامات هامة في عدد من الكتب في مجالي القصة والروايةمنها:
1ـ الخيبة ـ قصص ـ اتحاد الكتاب العرب ـ دمشق 2000
2ـ سقوط هرقلة ـ قصص ـ وزارة الثقافة ـ دمشق 2004
3ـ القِصاص ـ قصص ـ دار الفرقد ـ دمشق 2006
4ـ كابوس الماء ـ قصص ـ اتحاد الكتاب العرب _ دمشق 2009
5 ـ معراج الصحو ـ قصص ـ اتحاد الكتاب العرب ـ دمشق 2012
6ـ هبوب السموم ـ رواية ـ الهيئة العامة السورية للكتاب ـ دمشق 2020
لديه أكثر من مخطوط في القصة والرواية ، ومنها مخطوط رواية ( الضواري )